# Nyoki Nyoki: Tabidachi Hen
Nyoki Nyoki: Tabidachi Hen (にょきにょき たびだち編 Nyokinyoki tabidachi-hen?) es un videojuego de rompecabezas desarrollado por COMPILE◯ y publicado por D4 Enterprise para la Nintendo 3DS a través de la Nintendo eShop. Se trata de un videojuego de "rompecabezas de lucha" basado en Pochi y Nyaa, y a su vez inspirado por Puyo Puyo.

## Jugabilidad
El juego consiste en dos tableros de 8x16, uno por cada jugador, donde los Nyoki caen de a pares, y cada jugador debe juntar varios Nyoki adyacentes para limpiarlos del tablero, y enviar Nyoki basura al oponente. La partida termina cuando los Nyoki alcancen el tope de la cuarta columna.
A diferencia de Puyo Puyo, dónde la mecánica es juntar 4 o más Puyos adyacentes del mismo color y formar cadenas, el jugador puede acumular tantos Nyoki adyacentes como quiera, y eliminarlos cuando lo estime conveniente al convertir el par de Nyoki cayendo en un "activador", formando una reacción en cadena a través de los Nyoki adyacentes.[cita requerida]

## Desarrollo
Masamitsu Niitani, fundador de Compile y creador de Puyo Puyo, fundó la compañía COMPILE⁠〇 en 2016, siendo Nyoki Nyoki: Tabidachi Hen su primer proyecto anunciado. La intención de Niitani era «eliminar la "complejidad de las cadenas" en los rompecabezas convencionales"», donde «Los principiantes de rompecabezas son bienvenidos».
Durante el 2017, se anunciaron intenciones de lanzar el videojuego para la Nintendo Switch. Los fondos se reunirían a través de una campaña de micromecenazgo.